# Melhor jogador de handebol do ano da Bundesliga
Este artigo traz uma lista com o Melhor jogador de handebol do ano da Bundesliga.

## Uma seção
| Ano  | Jogador                 | Ref.  |
| ---- | ----------------------- | ----- |
| 2002 | Olafur Stefansson       | [ 1 ] |
| 2003 | Christian Schwarzer     | [ 1 ] |
| 2004 | Lars Krogh-Jeppesen     | [ 1 ] |
| 2005 | Henning Fritz           | [ 1 ] |
| 2006 | Guðjón Valur Sigurðsson | [ 1 ] |
| 2007 | Nikola Karabatić        | [ 1 ] |
| 2008 | Nikola Karabatić        | [ 1 ] |
| 2009 | Thierry Omeyer          | [ 1 ] |
| 2010 | Filip Jícha             | [ 1 ] |
| 2011 | Uwe Gensheimer          | [ 1 ] |
| 2012 | Kim Andersson           | [ 1 ] |
| 2013 | Domagoj Duvnjak         | [ 1 ] |